# Stray Blues
Stray Blues (sottotitolo A Collection of B-Sides) è un album discografico di raccolta del cantante statunitense Beck, pubblicato nel 2000.

## Il disco
Il disco contiene B-side pubblicate in Giappone, una versione in spagnolo di Jackass (Burro) e una cover di Skip Spence (Halo of Gold). L'album è uscito in edizione limitata.

## Tracce
1. Totally Confused – 3:30
2. Halo of Gold – 4:29
3. Burro – 3:13
4. Brother – 4:48
5. Lemonade – 2:24
6. Electric Music and the Summer People – 3:35
7. Clock – 3:19
8. Feather in Your Cap – 3:45